# Fabio Bargagli Petrucci
Fabio Bargagli Petrucci (Siena, 13 febbraio 1875 – Roma, 2 maggio 1939) è stato uno storico e politico italiano.

## Biografia

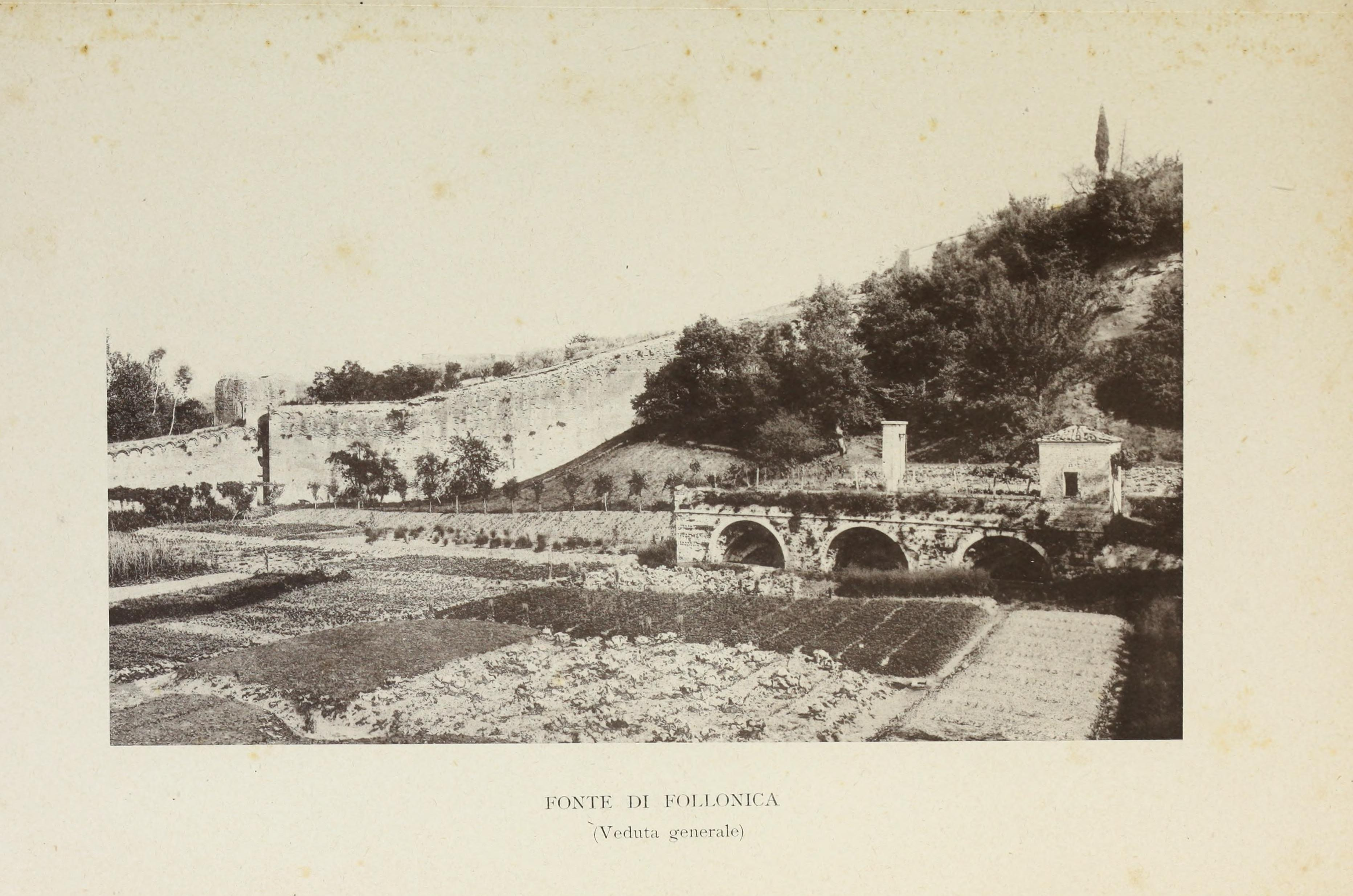
Le fonti di Siena e i loro aquedotti, note storiche dalle origini fino al MDLV (1906) di Fabio Bargagli Petrucci

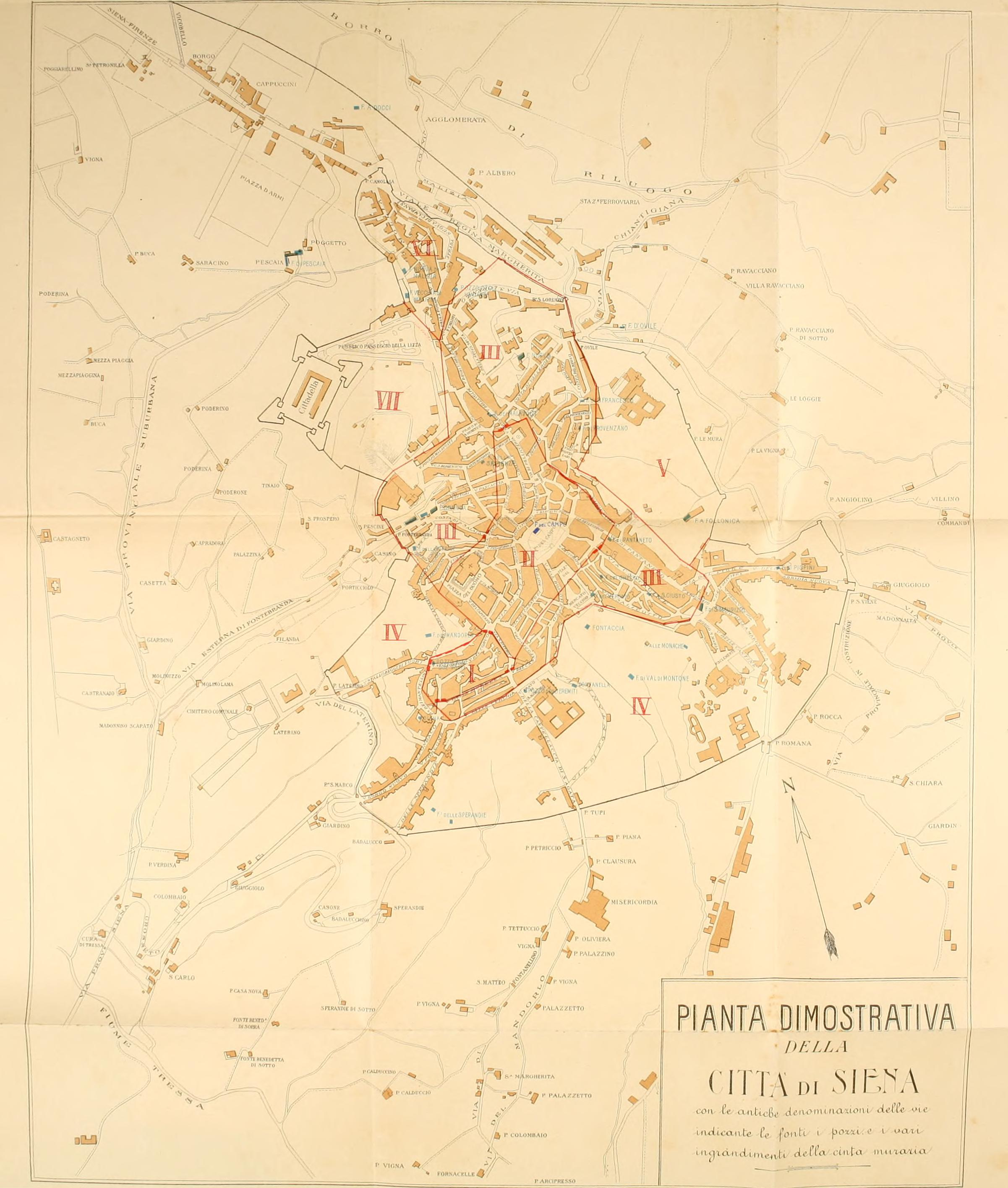
Le fonti di Siena e i loro aquedotti, note storiche dalle origini fino al MDLV (1906) Pianta di Siena

Fabio Bargagli Petrucci era figlio del conte Pandolfo e di Elena Pannilini Forteguerri. Si laureò in Legge all'Università di Siena, il 5 luglio 1896, con una tesi sul canonista Federico Petrucci, suo avo. Nel 1902 sposò Luisa Vivarelli Colonna, da cui ebbe tre figli: Guido (1903-1989), Mario (1906-1923) e Franco (1908-1942) che morì sul fronte russo.
Aderì al Nazionalismo e sostenne la rivista di Enrico Corradini "Il Regno". Manifestò  fin da giovane la sua vocazione per la storia e per l'arte. Nel 1903 fondò la "Società senese degli amici dei monumenti", della quale fu presidente, e nel 1904 promosse la mostra "Antica arte senese". Con Pier Ludovico Occhini fondò nel 1908 la rivista "Vita d'Arte", (pubblicata anche in inglese), che diede impulso al restauro e alla conservazione di testimonianze artistiche italiane, Collaborò al "Bullettino senese di storia patria" e alla "Rassegna d'arte senese".
Fu insegnante di Storia dell'arte e soprintendente dell'Istituto di Belle Arti di Roma. Si appassionava a problematiche relative alla tutela e alla conservazione dell'antico patrimonio artistico italiano; ma era anche attento al nuovo proliferare delle arti decorative.
Durante la prima guerra mondiale si arruolò volontario nei Lancieri di Novara, passò nel reggimento di cavalleria di Montebello, insieme ad Occhini, poi tra i bombardieri, con il grado di capitano. Fu decorato con due croci di guerra.
Eletto sindaco di Siena nel 1923, dal 1926 al 1936 ricoprì la carica di podestà. Promosse in questo periodo il restauro e al riordinamento del Museo civico. Nel 1929 fondò l'Istituto comunale di arte e storia (ora Accademia Senese per le Arti e le Lettere). Ha donato una collezione archeologica al Museo civico di Siena.
Morì a Roma nel 1939, all'età di 64 anni.

## Opere
LIbri
- "Le fonti di Siena e i loro acquedotti, note storiche dalle origini fino al MDLV", 2 volumi, Firenze, 1906
- "Montepulciano, Chiusi e la Val di Chiana senese", Bergamo, 1907
- "Pienza, Montalcino e la Val d'Orcia senese", Bergamo, 1911
- "Storia delle arti decorative e applicate", Bologna, 1936
- "Bombardieri. Dal Carso a Vittorio Veneto", Milano, 1939

Articoli
- Fabio Bargagli Petrucci, Francesco di Giorgio Martini operaio dei bottini di Siena, in Bullettino senese di storia patria, IX, Siena, Accademia senese degli Intronati, 1902,  pp. 227-236, SBN RML0030217.
- Fabio Bargagli Petrucci, Arte e burocrazia, in Il Regno: rivista settimanale politica, artistica, letteraria, II, 19-21, 24, 29, Firenze, Tip. della Biblioteca di cultura sociale, 1904, SBN CFI0332719.
- Fabio Bargagli Petrucci, La nuova legislazione artistica. Quel che ne pensa l'Italia, in Il Regno: rivista settimanale politica, artistica, letteraria, II, n. 45-47, Firenze, Tip. della Biblioteca di cultura sociale, 1904, SBN CFI0332719.
- Fabio Bargagli Petrucci, Siena ai tempi di Dante, in Bullettino senese di storia patria, XXI, Siena, Accademia senese degli Intronati, 1914,  pp. 361-387, SBN RML0030217.

## Archivio

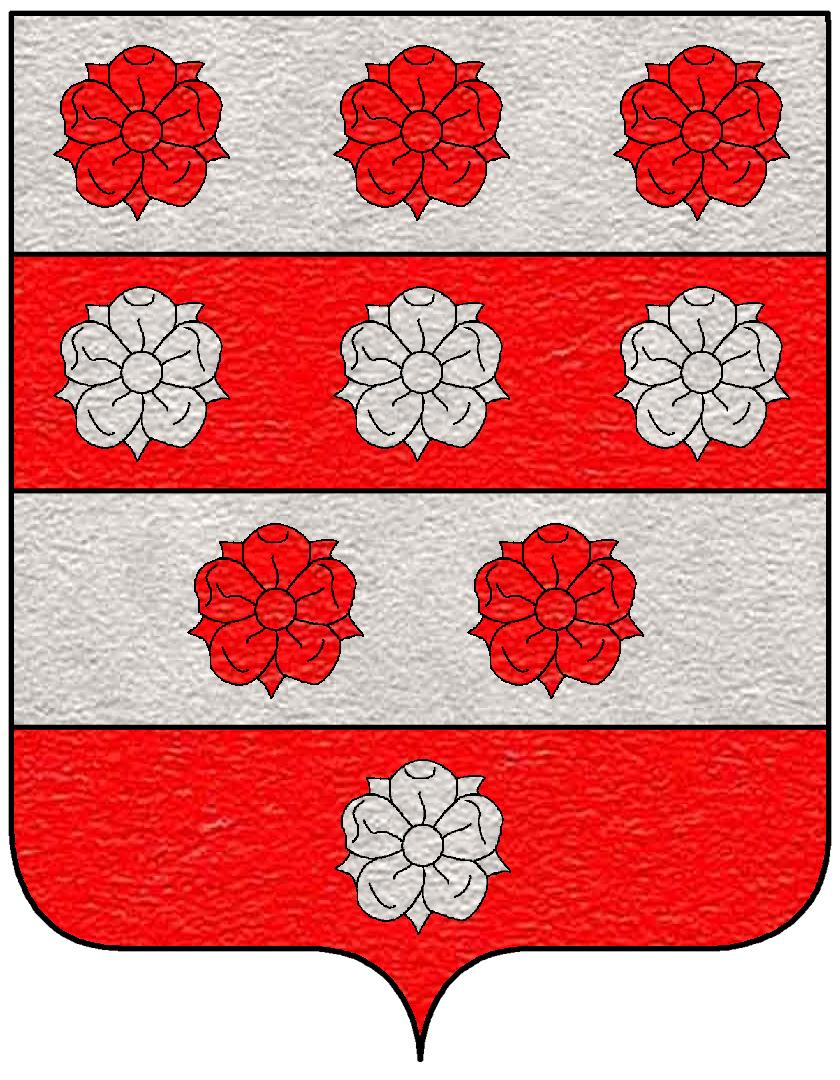
Stemma Bargagli Petrucci

Il "Fondo Bargagli Petrucci Fabio" è di proprietà della famiglia, ma sono in corso procedure per la donazione all'Archivio di Stato di Siena.
Si presenta secondo l'ordinamento dato da Fabio Bargagli Petrucci e dai suoi eredi, ed è privo di lacune o perdite. Contiene documenti dal 1890 al 1939 e corrispondenze con personalità, fra cui  Pier Ludovico Occhini, Enrico Corradini, Giuseppe Prezzolini, Giovanni Papini, Nazareno Mezzetti, Alfredo Bruchi. Inoltre, contiene appunti autografi, diari, agende e taccuini, testi di lezioni e conferenze. Sono comprese carte amministrative, di politica e di economica, relative all'attività pubblica di Fabio Bargagli Petrucci e alla gestione di beni di famiglia. Inoltre, stampe, foto e dipinti e riviste.
I libri della sua biblioteca sono alla Biblioteca comunale degli Intronati (archivio XX.53), insieme a suoi manoscritti.